# A Deeper Understanding
Albums de The War on Drugs
Lost in the Dream
(2014) I Don't Live Here Anymore
(2021)
A Deeper Understanding est le quatrième album studio du groupe américain de rock The War on Drugs sorti le 25 août 2017.
Succès critique et commercial, il remporte le Grammy Award du meilleur album rock lors de la 60e cérémonie des Grammy Awards en janvier 2018,.
Le titre de l'album fait référence à une chanson homonyme de Kate Bush figurant sur l'album The Sensual World sorti en 1989.

## Liste des chansons
Toutes les chansons sont écrites et composées par Adam Granduciel sauf Holding On, composée par Adam Granduciel et Robbie Bennett.
| No  | Titre                | Durée |
| --- | -------------------- | ----- |
| 1.  | Up All Night         | 6:23  |
| 2.  | Pain                 | 5:30  |
| 3.  | Holding On           | 5:50  |
| 4.  | Strangest Thing      | 6:40  |
| 5.  | Knocked Down         | 4:00  |
| 6.  | Nothing to Find      | 6:10  |
| 7.  | Thinking of a Place  | 11:10 |
| 8.  | In Chains            | 7:20  |
| 9.  | Clean Living         | 6:28  |
| 10. | You Don't Have to Go | 6:42  |

## Classements hebdomadaires
| Classement (2017)                  | Meilleure place |
| ---------------------------------- | --------------- |
| Allemagne (Media Control AG)       | 12              |
| Australie (ARIA)                   | 5               |
| Autriche (Ö3 Austria Top 40)       | 13              |
| Belgique (Flandre Ultratop)        | 1               |
| Belgique (Wallonie Ultratop)       | 9               |
| Canada (Canadian Albums Chart)     | 8               |
| Danemark (Tracklisten)             | 10              |
| Écosse (OCC)                       | 2               |
| Espagne (Promusicae)               | 9               |
| États-Unis (Billboard 200)         | 10              |
| Finlande (Suomen virallinen lista) | 9               |
| France (SNEP)                      | 94              |
| Irlande (IRMA)                     | 4               |
| Italie (FIMI)                      | 85              |
| Norvège (VG-lista)                 | 6               |
| Nouvelle-Zélande (RIANZ)           | 6               |
| Pays-Bas (Mega Album Top 100)      | 2               |
| Portugal (AFP)                     | 5               |
| Royaume-Uni (UK Albums Chart)      | 3               |
| Suède (Sverigetopplistan)          | 6               |
| Suisse (Schweizer Hitparade)       | 11              |

## Certifications
| Pays              | Certification | Unités certifiées |
| ----------------- | ------------- | ----------------- |
| Belgique (BEA)    | Or            | 10 000            |
| Pays-Bas (NVPI)   | Or            | 20 000            |
| Royaume-Uni (BPI) | Argent        | 60 000            |